# Chamagnieu
Chamagnieu ist eine französische Gemeinde mit 1.775 Einwohnern (Stand: 1. Januar 2022) im Département Isère in der Region Auvergne-Rhône-Alpes. Sie gehört zum Arrondissement La Tour-du-Pin und zum Kanton La Verpillière. Die Einwohner werden Chamagnard(e)s (bzw. Chamagnolands) genannt.

## Geographie
Die Gemeinde Chamagnieu liegt an der Bourbre am westlichen Rand des Plateau de Crémieu, etwa 27 Kilometer ostsüdöstlich von Lyon. Im Nordwesten grenzt Chamagnieu an das Département Rhône. Umgeben wird Chamagnieu von den Nachbargemeinden Tignieu-Jameyzieu im Norden, Crémieu im Nordosten, Chozeau im Nordosten und Osten, Panossas im Osten, Frontonas im Südosten, Saint-Quentin-Fallavier im Süden und Südwesten, Satolas-et-Bonce im Westen sowie Colombier-Saugnieu im Nordwesten.

## Bevölkerungsentwicklung
| Jahr                       | 1962 | 1968 | 1975 | 1982 | 1990 | 1999 | 2011 | 2021 |
| Einwohner                  | 404  | 432  | 514  | 817  | 1010 | 1180 | 1481 | 1753 |
| Quellen: Cassini und INSEE |      |      |      |      |      |      |      |      |

## Sehenswürdigkeiten
- Kirche Saint-Christophe aus dem 19. Jahrhundert
- Schloss Chamagnieu
- Feste Häuser von Chamagnieu, Bourcieu und Bellegarde, jeweils aus dem 13. Jahrhundert
- Kapelle Saint-Clair in Mianges

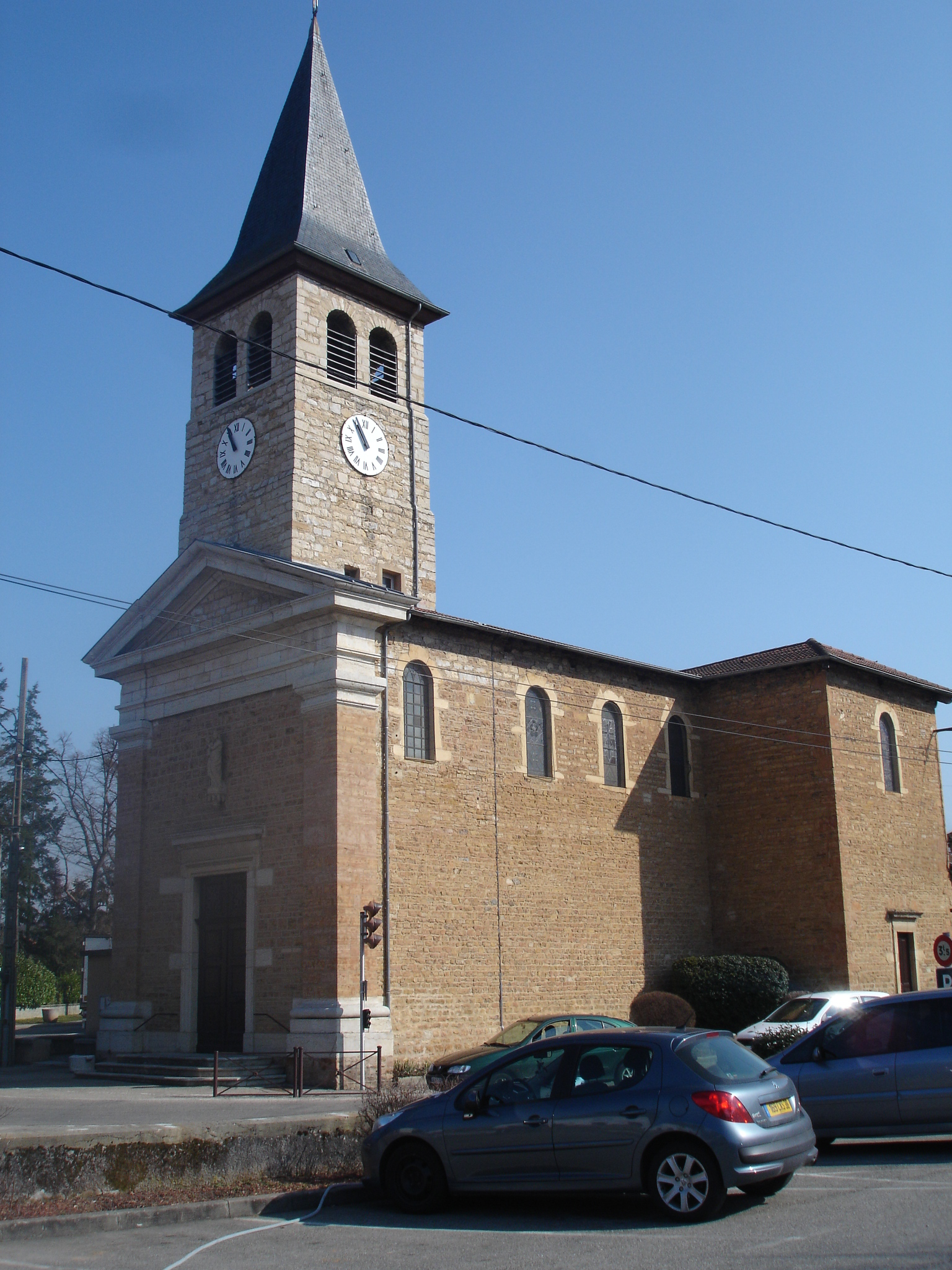
Kirche Saint-Christophe
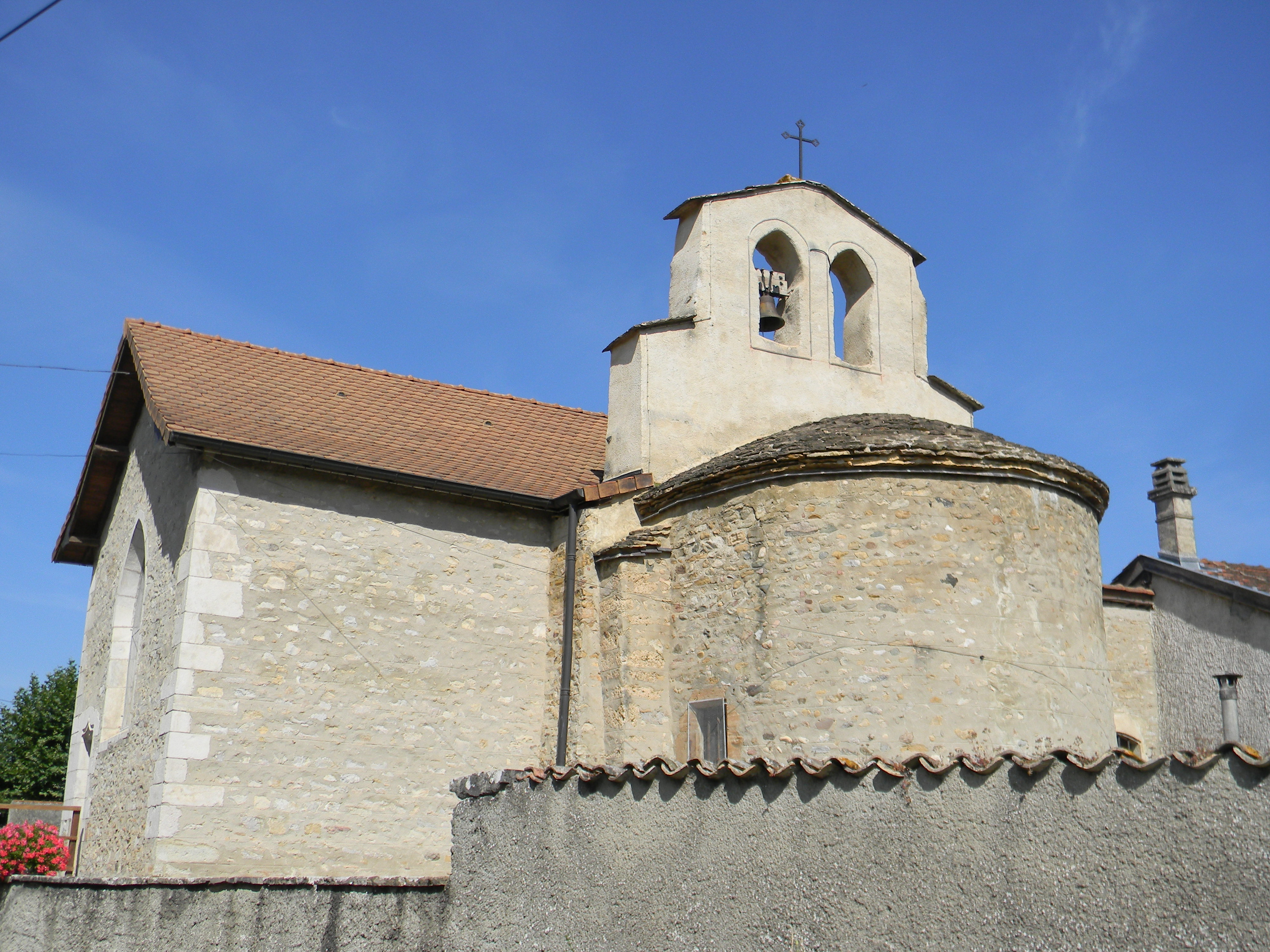
Kapelle Saint-Clair
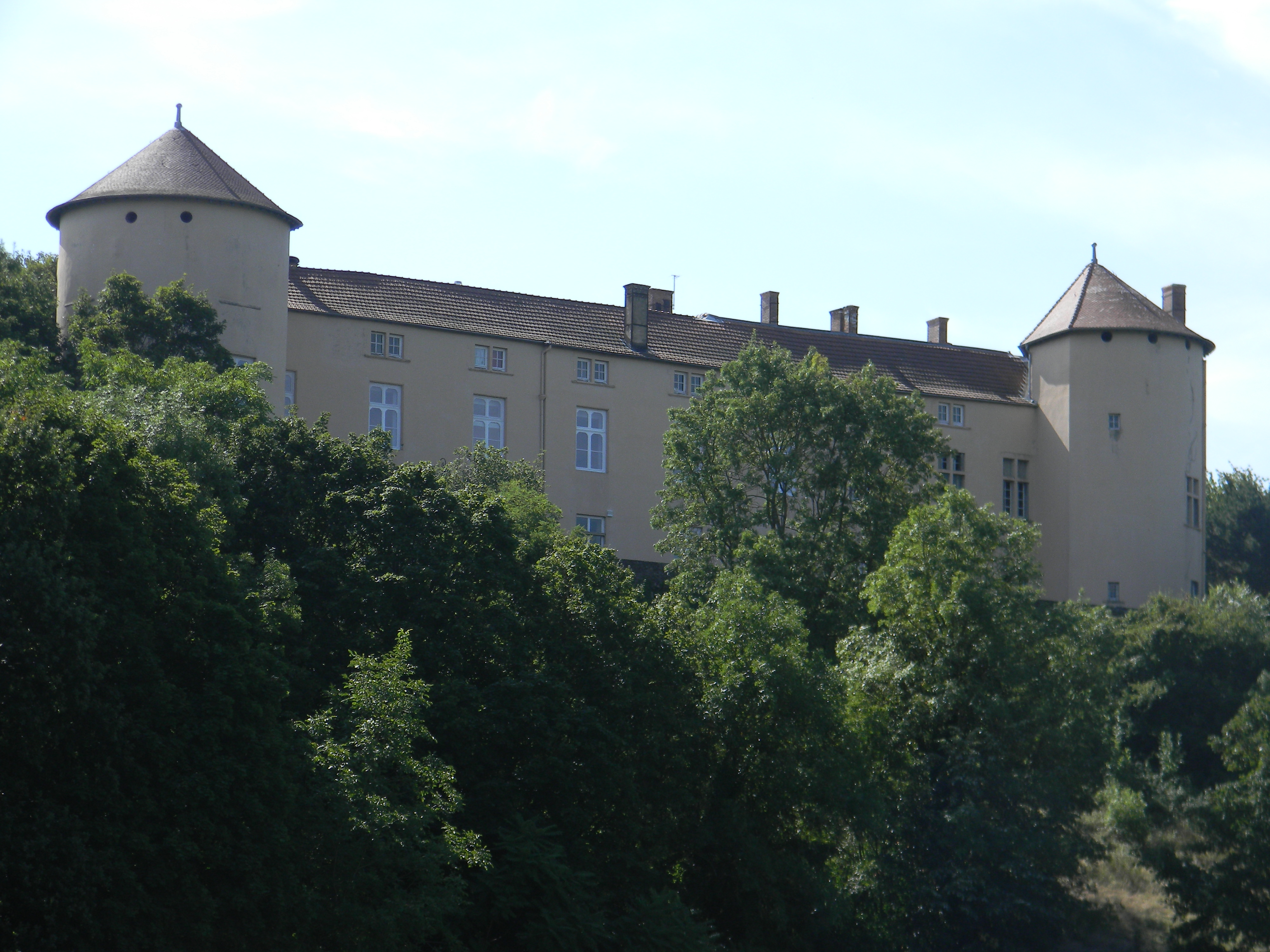
Schloss Chamagnieu
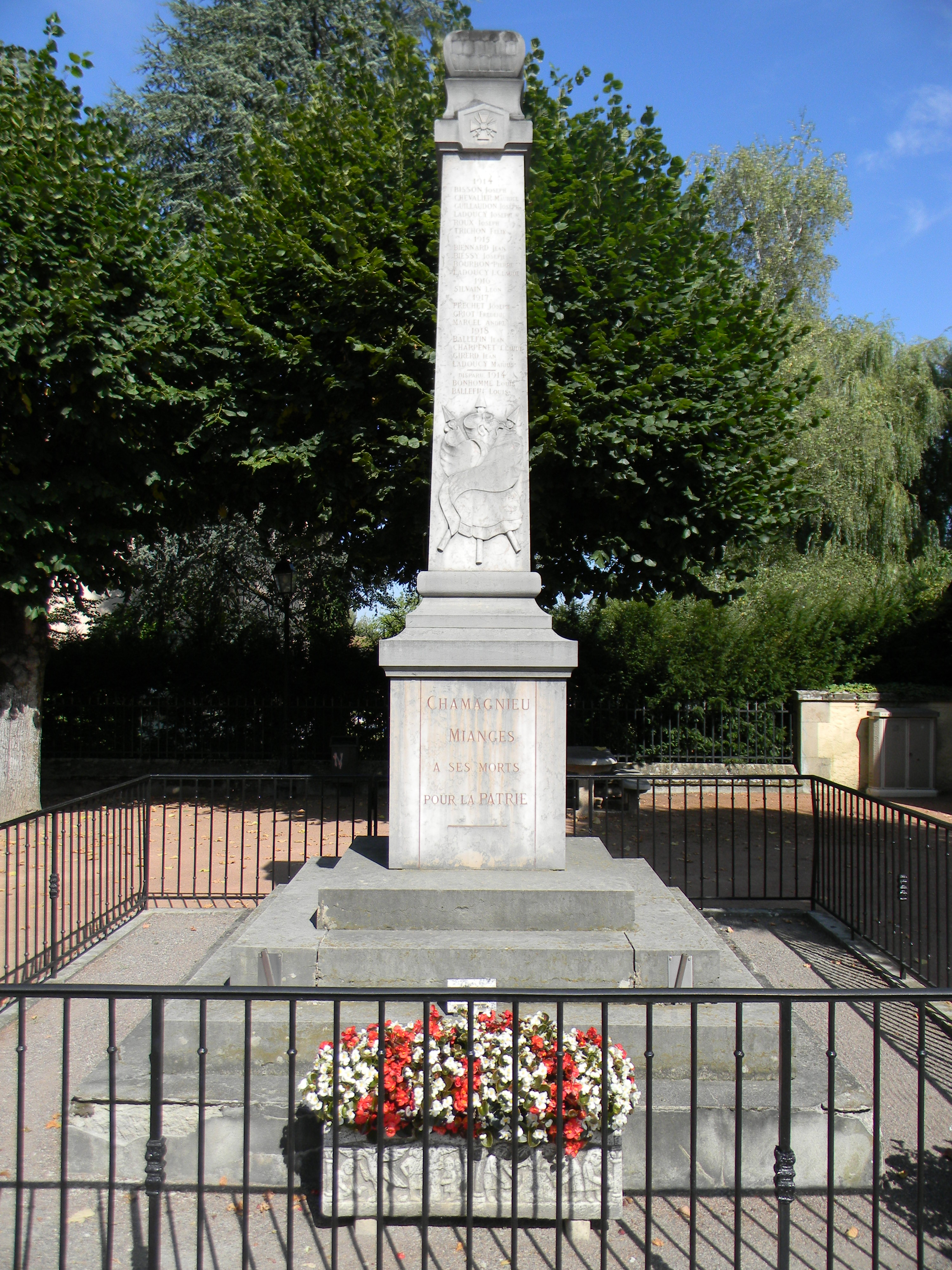
Gefallenendenkmal